# Franco de Gemini

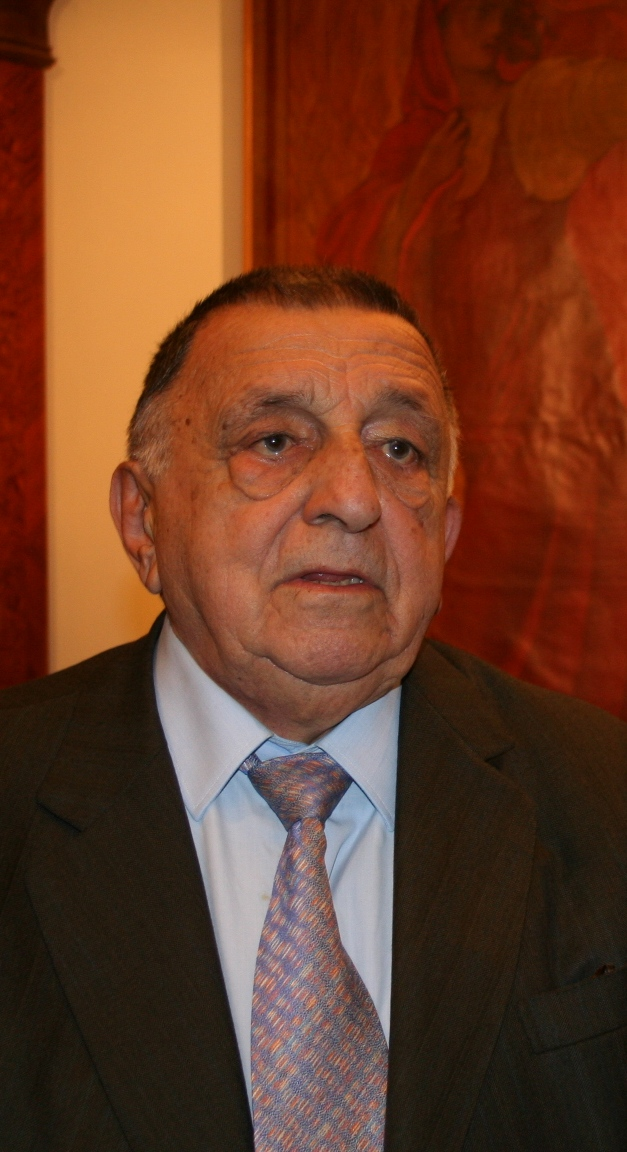
Franco de Gemini

Franco de Gemini (* 10. September 1928 in Ferrara; † 20. Juli 2013 in Rom) war ein italienischer Komponist und Mundharmonikaspieler. Er ist unter anderem in dem Film Spiel mir das Lied vom Tod zu hören.

## Leben
Franco de Gemini war der Sohn eines Polizisten und wuchs in Turin auf. Er war ein musikalischer Autodidakt.
Er begann in den 1940er Jahren mit dem Mundharmonikaspielen. Erste Aufnahmen für Filmsoundtracks entstanden 1953, unter anderem für Brot, Liebe und Fantasie (Pane, amore e fantasia). Für diesen Film hatte Alessandro Cicognini die Musik komponiert. 
1953 trat de Gemini auch beim Sanremo-Festival auf. Dort ergab sich der Kontakt zu Berto Pisani, in dessen Orchester er fortan spielte. 
Insgesamt wirkte de Gemini an mehr als 800 Filmmusiken mit. Unter anderem arbeitete er mit Piero Piccioni, Armando Trovajoli und Ennio Morricone zusammen. 1961 wirkte er in Bernsteins West Side Story mit, 1968 in Spiel mir das Lied vom Tod, 1975 in Allora il Treno.
Im Jahr 1968 gründete er die Firma Beat Record, die zahlreiche Filmsoundtracks veröffentlichte. 1985 folgte die Firma Pentaflowers. 2006 kamen seine Memoiren heraus.
Mit seiner Ehefrau Luciana, geb. Morello, hatte er zwei Söhne.
Franco de Gemini starb nach längerer Krankheit.